# Jazzinstitut Darmstadt
Koordinaten: 49° 51′ 29,7″ N, 8° 38′ 52,7″ O

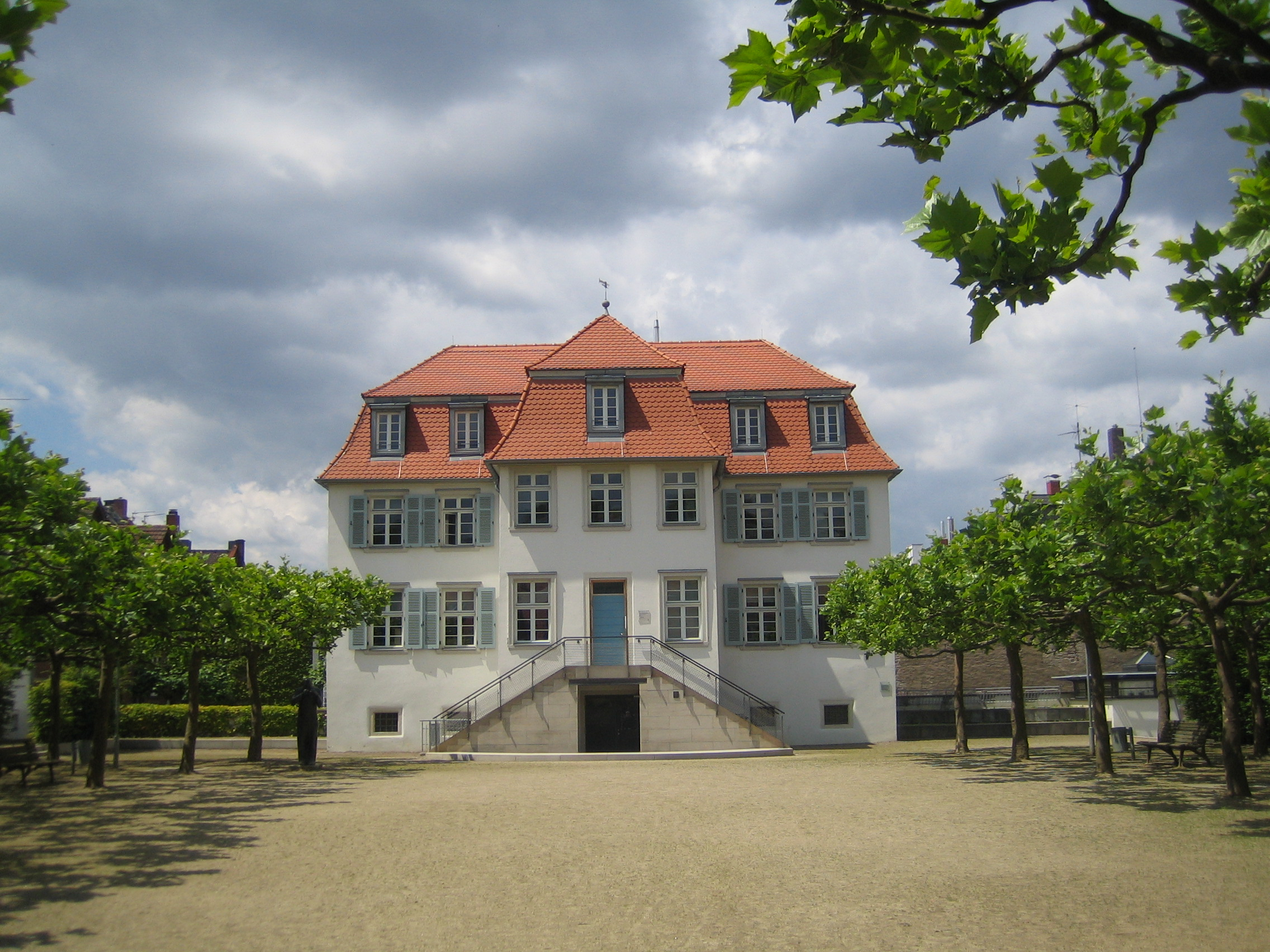
Bessunger Jagdhof und Kavaliershaus, Fotografie von 2009

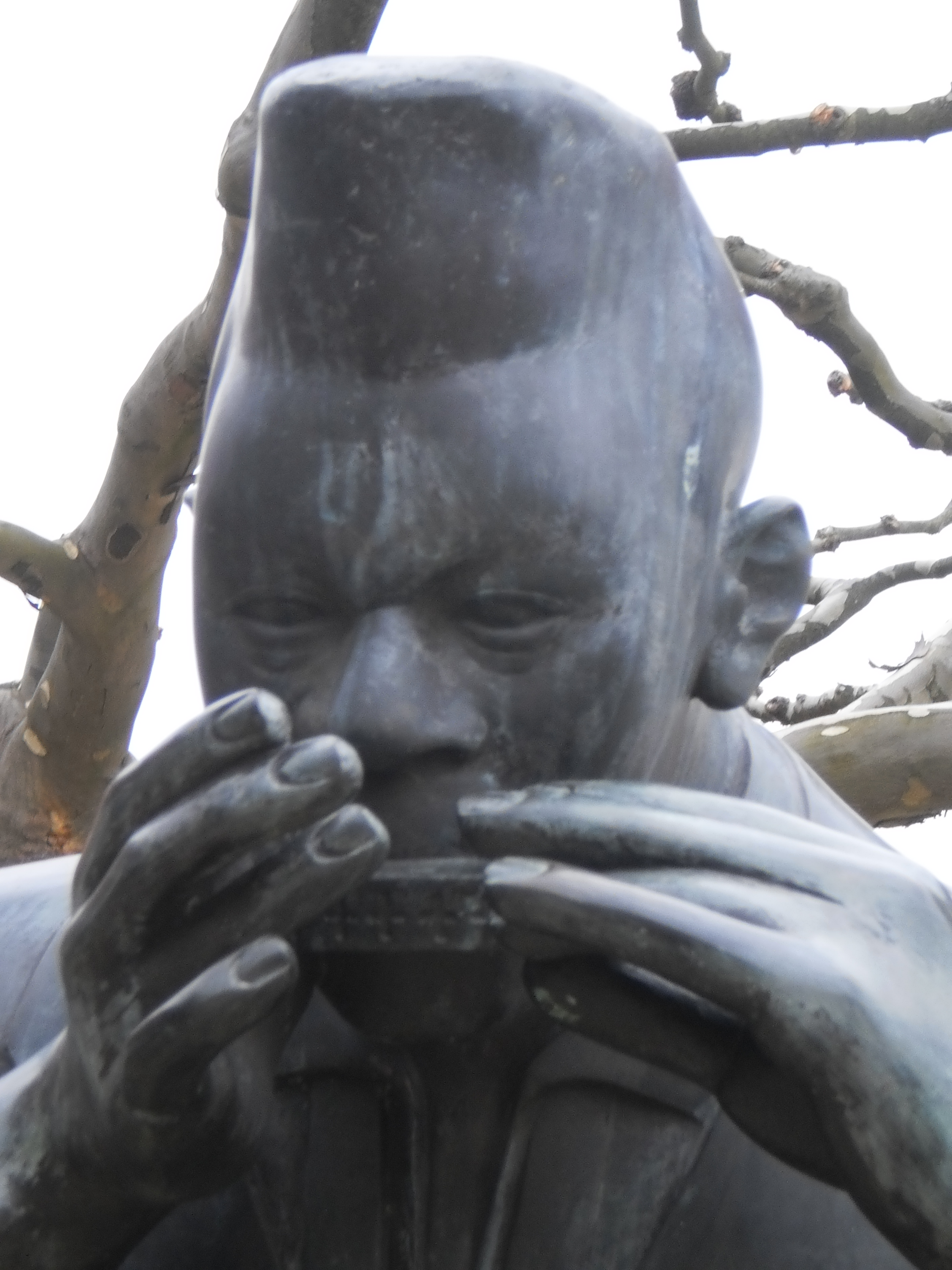
Little Walter: Bronzestatue vor dem Jazzinstitut (2013)

Das Jazzinstitut Darmstadt ist ein weltweit anerkanntes Forschungs- und Informationszentrum zum Jazz.
In Darmstadt, einer Stadt mit ca. 160.000 Einwohnern, finden zwar jeden Monat Jazzveranstaltungen in allen Bereichen vom traditionellen Dixieland bis hin zur grenzüberschreitenden Avantgarde statt, dennoch kann sich die Darmstädter Jazzszene nicht mit denen Berlins, Kölns, Stuttgart oder Münchens vergleichen. Der Name Darmstadts ist in der Jazzwelt jedoch mittlerweile durch das städtische Jazzinstitut bekannt, das mit seiner Arbeit als internationales Informations- und Dokumentationszentrum selbst im Geburtsland dieser Musik, in den USA, einen exzellenten Ruf genießt.

## Geschichte
Die Anfänge des heutigen Jazzinstituts liegen im Jahr 1983. Damals erwarb die Stadt die Jazzsammlung des bekannten Jazzkritikers und Produzenten Joachim Ernst Berendt – Schallplatten, Bücher, Zeitschriften, Fotos, Plakate und vieles mehr. Auf dieser Sammlung, damals im renommierten Internationalen Musikinstitut untergebracht, basierte die weithin beachtete Ausstellung That's Jazz. Der Sound des 20. Jahrhunderts, die 1988 im Museum Mathildenhöhe zu sehen war und deren umfassender Katalog noch heute eine vielbeachtete Dokumentation zur Jazzgeschichte darstellt. Da die Sammlung immer weiter anwuchs, entschloss sich die Stadt, sie in ein Jazzinstitut eingehen zu lassen, das neben reiner Archivarbeit auch durch Veranstaltungen und eigene Projekte Jazzleben und Jazzforschung unterstützen sollte. 
Im September 1990 wurde dieses Institut Realität, das zuerst von provisorischen Räumlichkeiten im John F. Kennedy-Haus aus agierte. Leiter des Instituts war bis 2024 Wolfram Knauer, der für sein Engagement zum Ausbau der Institutsaktivitäten 2002 den Hessischen Jazzpreis erhielt. Am 3. Oktober 1997 dann wurde der heutige Sitz des Instituts eingeweiht, das historische Bessunger Kavaliershaus. Hier stehen den Besuchern ausreichend Arbeitsplätze zur Verfügung. Dazu gibt es im Gewölbekeller unter dem Haus einen kleinen Konzertraum, der ideal jazzmusikalische Praxis und Theorie miteinander verbinden kann. Das Kavaliershaus hat sich so mittlerweile zu einem Treffpunkt für Jazzinteressierte entwickelt – Musiker, Forscher, Fans. Die Wetter-Trompete auf dem Dach und die im September 2001 enthüllte Skulptur des Blues-Mundharmonika-Virtuosen Little Walter auf dem Jagdhofplatz signalisieren auch nach außen die neue Nutzung des Gebäudes. Auf Knauer folgte im März 2024 Bettina Bohle als Leiterin.
Bis zum Jahr 2009 veröffentlichte das Jazzinstitut alle zwei Jahre einen Wegweiser Jazz, ein Kompendium mit Adressen und Informationen zum Jazz in Deutschland. Seit 2012 existiert dieses Adressverzeichnis nur noch in Form einer Online-Datenbank unter www.wegweiserjazz.de, die vom Jazzinstitut betreut und verwaltet wird.

## Gegenwart
Alle zwei Jahre veranstaltet das Jazzinstitut das Darmstädter Jazzforum, die einzige regelmäßige Jazzkonferenz der Welt. Zum Symposium reisen Forscher und Musiker aus ganz Europa und den USA an, um Meinungen und Erfahrungen auszutauschen; das zeitgleiche Festival beleuchtet spezielle Aspekte der Musik aus ganz praktischer Sicht. Die Vorträge sind durch ausführliche Tagungsberichte in bislang dreizehn Büchern einer eigenen Buchreihe des Instituts dokumentiert (Darmstädter Beiträge zur Jazzforschung).
Das Jazzinstitut beherbergt die größte öffentliche Jazzsammlung Europas. Hierzu zählen Fachbücher und eine große Anzahl an Bild- und Tonträgern – im Archiv gibt es mittlerweile weit über 80.000 Tonträger, davon 40.000 LPs, mehr als 20.000 CDs, dazu Schellackplatten, 45-RPM-Singles, 25-cm-LPs, DVDs, Videos, Fotografien, Plakate usw. Der am meisten genutzte Teil der Sammlung allerdings ist der umfassende Zeitschriftenbestand mit weit über 1.000 verschiedenen Zeitschriftentiteln, mehr als 80.000 Einzelheften – Zeitschriften aus aller Welt, zurückreichend bis in die 20er Jahre. Der Jazzindex des Instituts, die weltweit umfangreichste Computerbibliographie der im Archiv vorhandenen schriftlichen Informationen, wird von Forschern aus der ganzen Welt genutzt wird – mittlerweile vor allem auch über das Internet. 
Das Jazzinstitut ist kein reines Forschungsarchiv, sondern ein Informationszentrum für jedermann. Nach außen merkt man das in den Veranstaltungsreihen, die das Jazzinstitut organisiert – neben dem Jazzforum den Workshop Darmstädter Jazz Conceptions (in Zusammenarbeit mit dem Kulturzentrum Bessunger Knabenschule), oder in Konzertreihen wie dem Jazz Talk, bei dem Musiker nicht nur spielen, sondern zwischendrin auch über ihre Musik, ihre Karriere, die Möglichkeiten wie die Probleme eines Lebens in der Jazzszene berichten. An jedem letzten Freitag im Monat schließlich treffen sich Musiker aus dem gesamten Rhein-Main-Gebiet im Gewölbekeller unter dem Jazzinstitut zur vom Förderverein Jazz in Darmstadt e. V. organisierten Bessunger Jamsession.
Das Jazzinstitut ist für jedermann zugänglich. In den Benutzerräumen im Bessunger Kavaliershaus kann man in den neuesten der etwa sechzig abonnierten Jazz-Zeitschriften blättern, in die Tonträger (LPs, CDs) hineinhören oder sich durch ausliegende Prospekte über bundesweite Veranstaltungen (Workshops, Festivals usw.) informieren. Neben Jazz werden dabei auch Randbereiche abgedeckt: Rhythm and Blues, Latin Jazz, Salsa etc.
Das Jazzinstitut Darmstadt versucht einen Brückenschlag zwischen Wissenschaft und Praxis, zwischen Serviceleistung für eine von der ehrenamtlichen Arbeit vieler lebenden Musik und sorgfältiger Dokumentation musikalischer Entwicklungen aus Vergangenheit und Gegenwart, zwischen regionaler Kulturarbeit und internationalem Diskurs. Das Institut hat sich mittlerweile weltweit einen Namen gemacht, arbeitet aber nicht im sprichwörtlichen Elfenbeinturm. Besucher sind gern gesehen, und jede Frage wird ernst genommen.
Das Jazzinstitut ist Mitglied der IASA-Ländergruppe Deutschland/Schweiz.